# Twierdzenie Gleasona
Twierdzenie Gleasona – twierdzenie dotyczące przestrzeni Stone’a, którego nazwa pochodzi o nazwiska matematyka, Andrew Gleasona.

## Twierdzenie
Jeżeli {\displaystyle X,Y} i {\displaystyle Z} są przestrzeniami Stone’a, przy czym {\displaystyle Z} jest ekstremalnie niespójna, to dla każdej funkcji ciągłej {\displaystyle g\colon Z\to Y} oraz dla każdej ciągłej suriekcji {\displaystyle f\colon X\to Y} istnieje taka funkcja ciągła {\displaystyle h\colon Z\to X,} że
{\displaystyle f\circ h=g.}

## Szkic dowodu
Należy zauważyć, że zbiór
{\displaystyle S=\{(x,z)\in X\times Z\colon f(x)=g(z)\}}
jest domknięty w {\displaystyle X\times Z,} a więc zwarty (jako domknięta podprzestrzeń przestrzeni zwartej Hausdorffa) oraz jest przestrzenią Stone’a (jest domkniętą podprzestrzenią produktu przestrzeni Stone’a, a produkt przestrzeni Stone’a jest przestrzenią Stone’a). Niech {\displaystyle \varphi ={\mbox{pr}}_{X}\upharpoonright S} oraz {\displaystyle \psi ={\mbox{pr}}_{Z}\upharpoonright S,} gdzie pr oznaczają rzutowania przestrzeni {\displaystyle X\times Z} na odpowiednie podprzestrzenie. Z określenia zbioru S wynika, że
{\displaystyle f\circ \varphi =g\circ \psi .}
Funkcja {\displaystyle g} jest suriekcją więc {\displaystyle \psi } również. Można uzasadnić, że istnieje taki zbiór domknięty {\displaystyle T\subseteq S,} że odwzorowanie {\displaystyle \psi \upharpoonright T} jest nieprzywiedlne oraz {\displaystyle \psi [T]=Z.} Każde odwzorowanie nieprzywiedlne z przestrzeni Stone’a o wartościach w przestrzeni ekstremalnie niespójnej jest homeomorfizmem, a więc odwzorowanie
{\displaystyle h=\varphi \circ (\psi \upharpoonright T)^{-1}}
realizuje tezę twierdzenia.